# Bransles
Bransles is een gemeente in het Franse departement Seine-et-Marne (regio Île-de-France) en telt 518 inwoners (2005). De plaats maakt deel uit van het arrondissement Fontainebleau.

## Geografie
De oppervlakte van Bransles bedraagt 14,0 km², de bevolkingsdichtheid is 37,0 inwoners per km².
De onderstaande kaart toont de ligging van Bransles met de belangrijkste infrastructuur en aangrenzende gemeenten.

## Demografie
Onderstaande figuur toont het verloop van het inwonertal (bron: INSEE-tellingen).